# NASA Astronaut Group 2

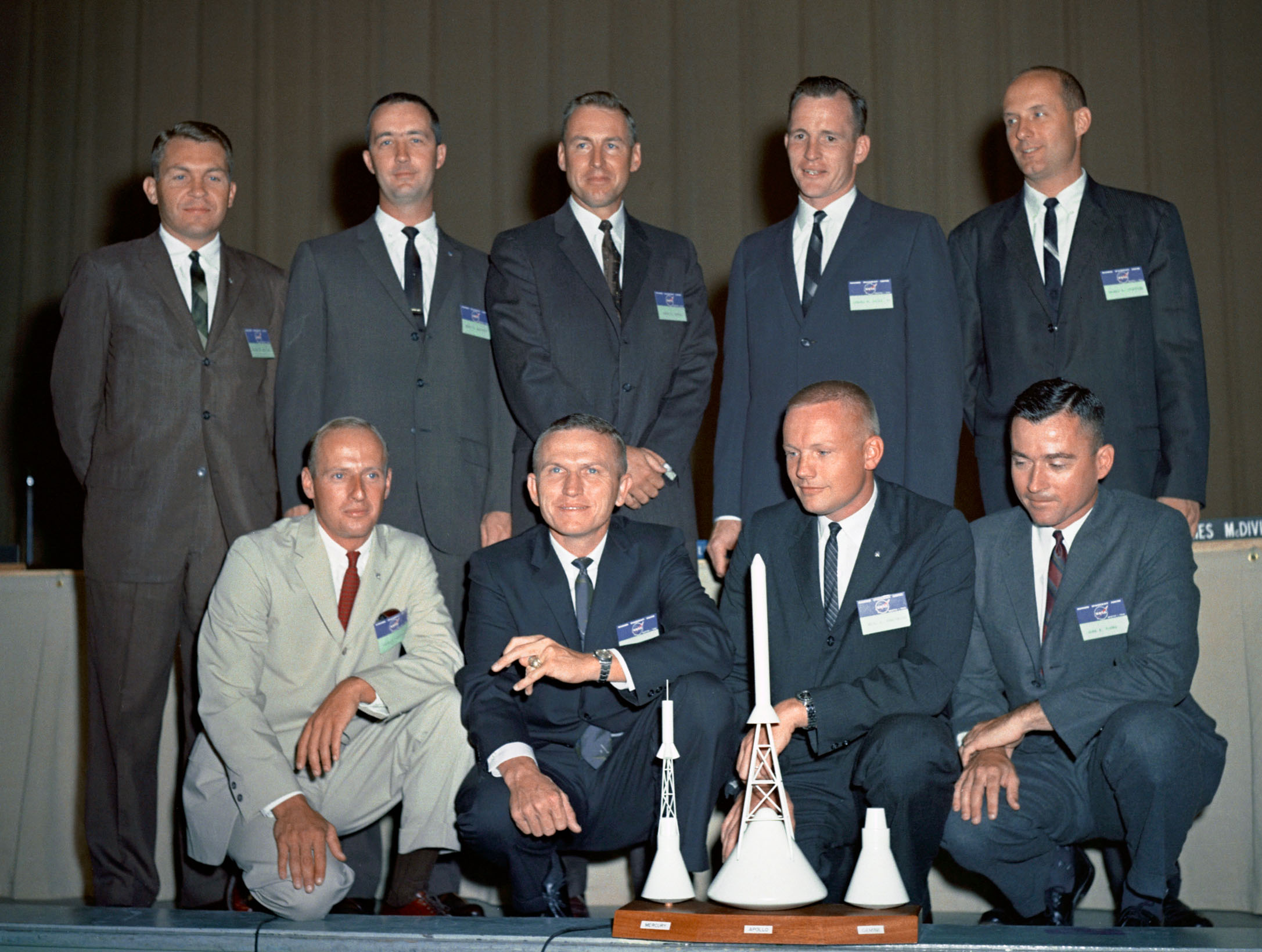
Prima fila, da sinistra: Charles Conrad, Frank Borman, Neil Armstrong, John Young.
In piedi da sinistra: Elliot See, James McDivitt, Jim Lovell, Edward Higgins White, Thomas Stafford.

Il NASA Astronaut Group 2 della NASA, conosciuto anche come I nuovi nove, è stato il secondo gruppo di astronauti selezionato nel settembre del 1962. Il gruppo serviva per andare ad affiancare il primo gruppo dei Mercury Seven dopo l'annuncio del Programma Gemini e del Programma Apollo. Vennero selezionati candidati con avanzati studi di ingegneria o di elevata esperienza come pilota collaudatore.

## Elenco degli astronauti

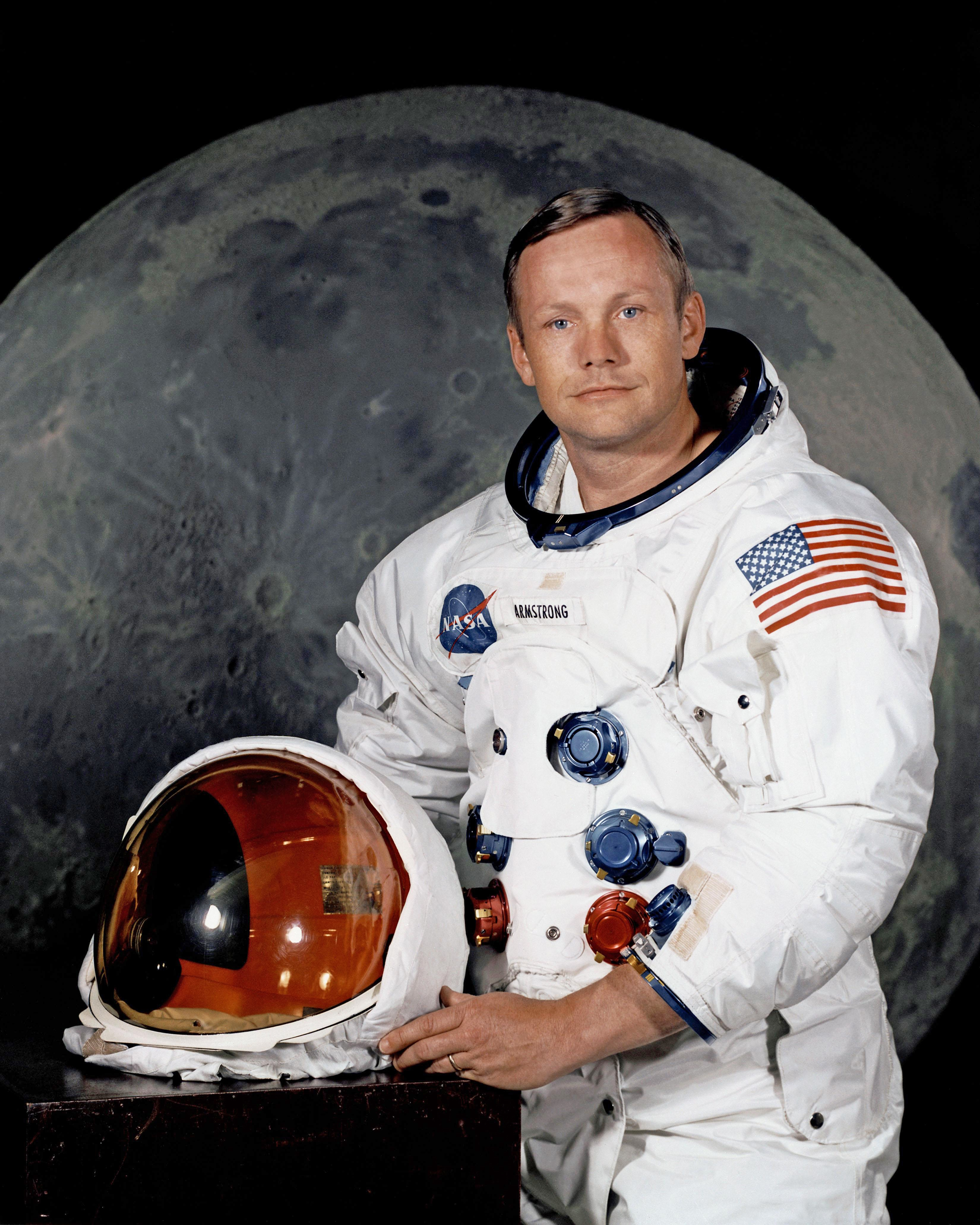
Neil Armstrong

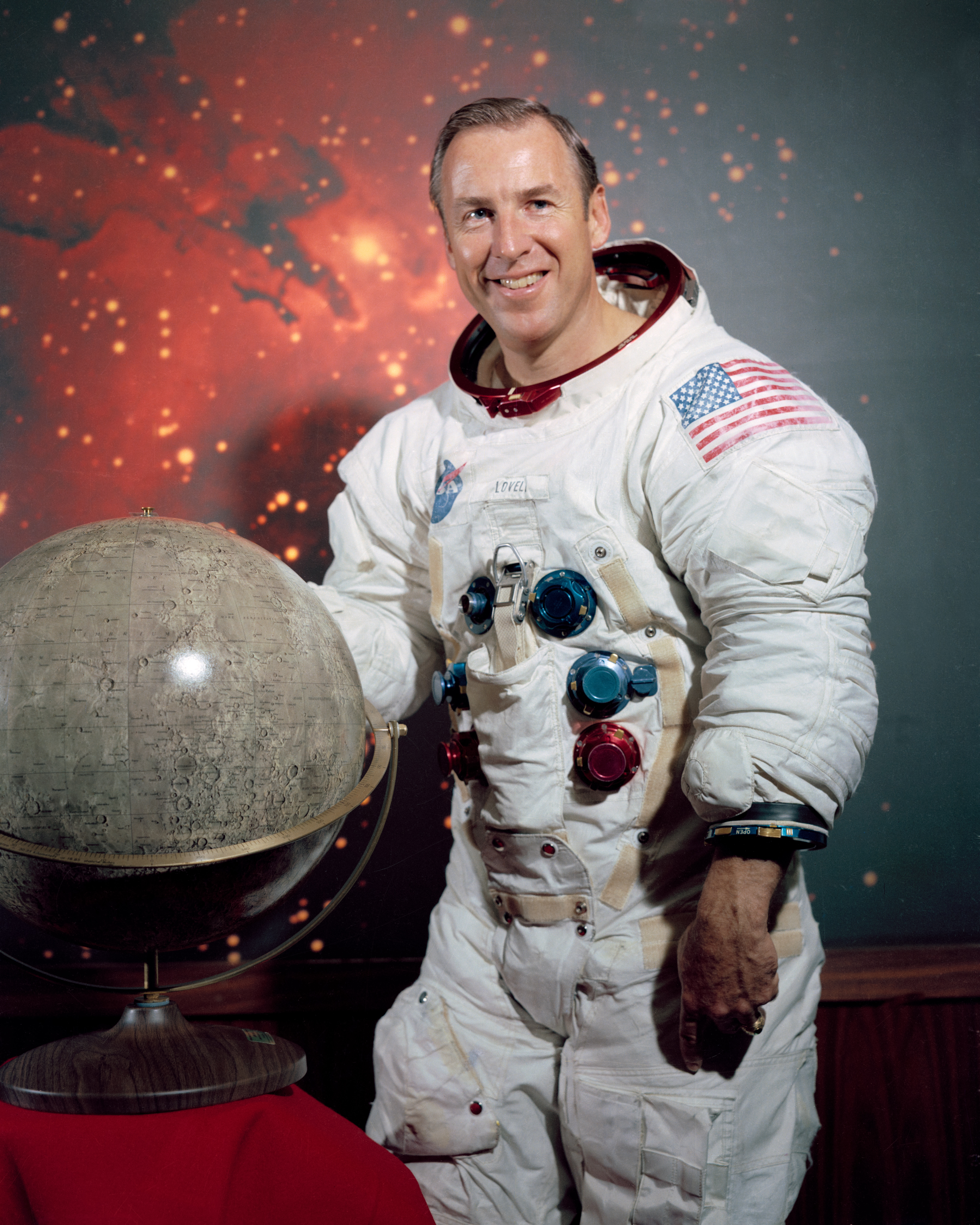
Jim Lovell

- Neil A. Armstrong

Gemini 8, Comandante
Apollo 11, Comandante
- Frank F. Borman, Jr

Gemini 7, Comandante
Apollo 8, Comandante
- Charles Conrad, Jr

Gemini 5, Pilota
Gemini 11, Comandante
Apollo 12, Comandante
Skylab 2, Comandante
- James A. Lovell, Jr

Gemini 7, Pilota
Gemini 12, Comandante
Apollo 8, Pilota del modulo di comando
Apollo 13, Comandante
- James A. McDivitt

Gemini 4, Comandante
Apollo 9, Comandante
- Elliot M. See, Jr

- Thomas P. Stafford

Gemini 6A, Pilota
Gemini 9A, Comandante
Apollo 10, Comandante
Programma test Apollo-Sojuz, Comandante
- Edward H. White, II

Gemini 4, Pilota
Apollo 1, Pilota
- John W. Young

Gemini 3, Pilota
Gemini 10, Comandante
Apollo 10, Pilota del modulo di comando
Apollo 16, Comandante
STS-1, Comandante
STS-9, Comandante

## Cronologia

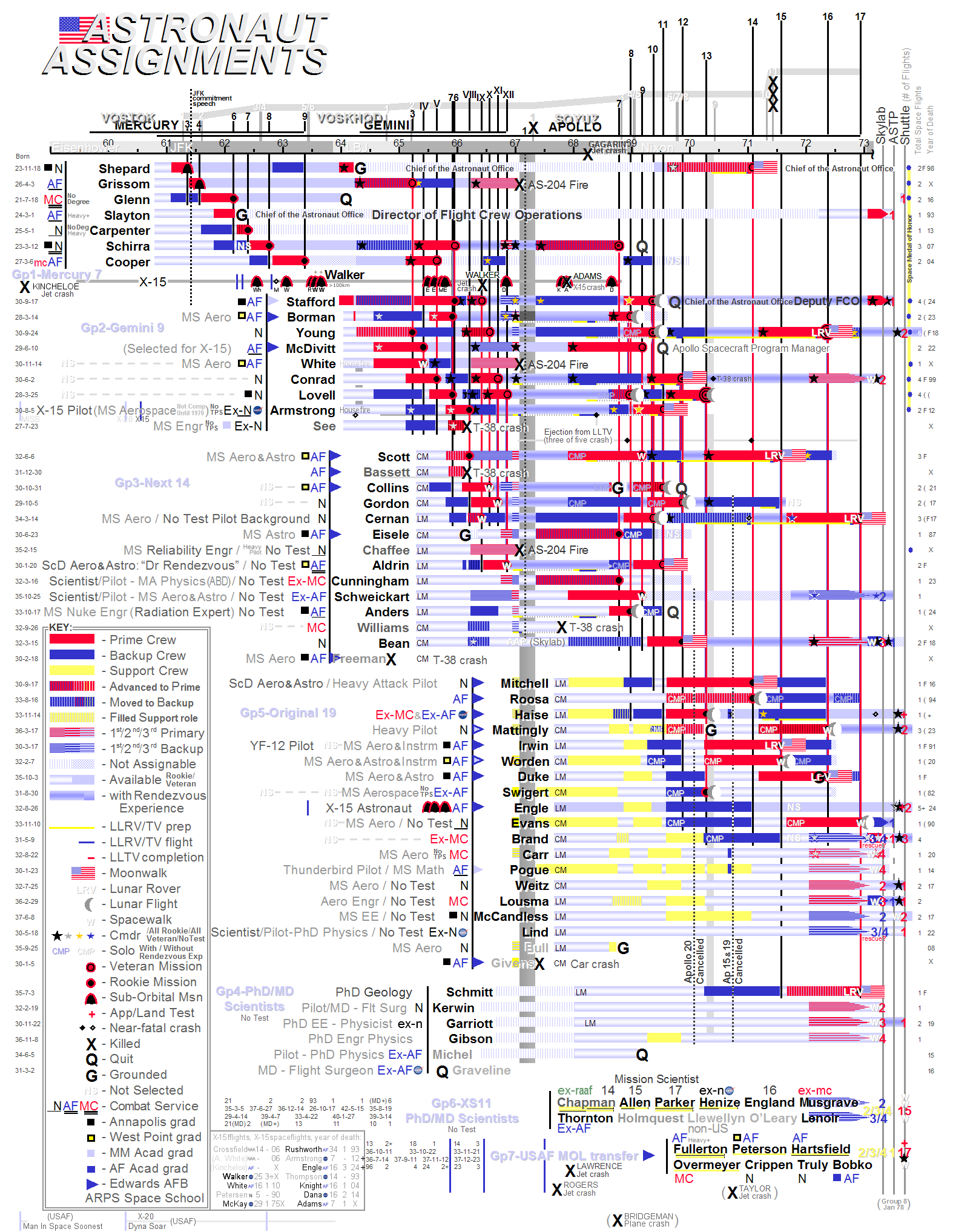
Il grafico visualizza l'assegnazione degli astronauti alle varie missioni